# St. Martin (Klein Giesen)

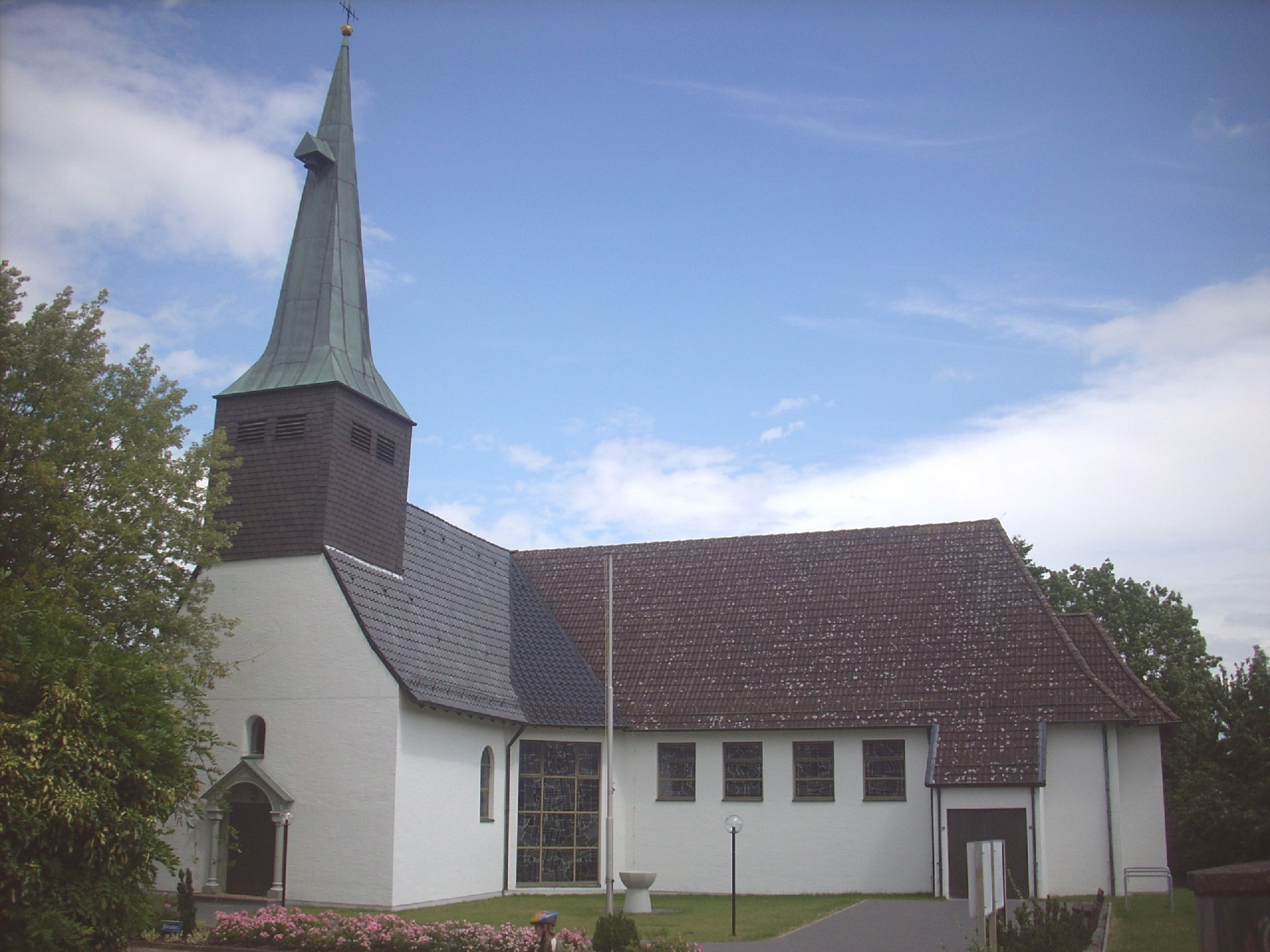
St. Martin

Die Kirche Sankt Martin ist eine römisch-katholische Kirche in Giesen im niedersächsischen Landkreis Hildesheim. Sie gehört heute zur Pfarrgemeinde St. Vitus mit Sitz in Giesen im Dekanat Borsum-Sarstedt des Bistums Hildesheim.

## Geschichte
Die Grundmauern der Kapelle St. Martin in Klein Giesen weisen auf ihre Entstehung  im 13. Jahrhundert hin. Kirchlich war sie mit der ursprünglichen Pfarr- bzw. Archidiakonatskirche St. Pankratius in Groß Förste verbunden. Patron der Martinskapelle war der Groß Förster und zwischenzeitlich der Hildesheimer Archidiakon von St. Andreas. Seelsorglich betreut wurde Klein Giesen vom Pfarrer aus Groß Förste. Zu den Gottesdiensten und zum Empfang der Sakramente mussten die Gläubigen jedoch die Pankratiuskirche aufsuchen. Bereits im 17. Jahrhundert beklagte sich die Gemeinde über den beschwerlichen und vor allem im Winter gefährlichen Weg über die Innerste zum Gotteshaus in Groß Förste. Im Jahre 1660 sprachen sich deshalb die bischöfliche Behörde und der Archidiakon für den Kirchenbesuch in Groß Giesen aus. Entgegen der bischöflichen Erlaubnis gab die Gemeinde ihr Anliegen wieder auf.
Die Reformation, die Säkularisation, der Kulturkampf in Groß Förste wirkten sich entsprechend der kirchlichen Bindung auf St. Martin aus. 
Im 20. Jahrhundert wuchsen Klein und Groß Giesen durch die Wirtschaftsstruktur des Kalibergbaus zu einer Gemeinde zusammen. Allein die geographische Nähe zueinander begünstigte ihren Zusammenschluss. Im Jahre 1940 wurde Klein Giesen nach Groß Giesen umgepfarrt. Bei dieser Entscheidung orientierte sich die bischöfliche Behörde an der wirtschaftspolitischen Entwicklung beider Gemeinden. Auf dem Hintergrund der durch die Kaliindustrie steigenden Katholikenzahlen wurde St. Martin ein Jahr später von der Kapellengemeinde zur Pfarrvikarie und Kirchengemeinde erhoben.
Da die kleine Martinskapelle in den 1960er Jahren nicht mehr der Gemeindegröße entsprach, wurde sie von 1971 bis 1972 unter Einbeziehung der alten Bausubstanz, insbesondere dem Turm, bedeutend erweitert. Die Konsekration erfolgte am 3. Juni 1973 durch Bischof Heinrich Maria Janssen.
Am 1. November 2014 wurde die Pfarrgemeinde St. Vitus mit Sitz in Giesen errichtet, zu der die Filialkirchen St. Martin in Klein Giesen, St. Pankratius in Groß Förste, St. Johannes Baptist in Klein Förste, St. Andreas in Hasede, St. Maria und St. Peter und Paul in Ahrbergen gehören. Pfarrkirche ist St. Vitus in Groß Giesen.

## Architektur und Denkmalschutz
Die St. Martin-Kapelle im spätromanischen Baustil wurde um 1250 errichtet. Es handelt sich um einen zementverputzten Bruchsteinbau auf rechteckigem Grundriss mit ehemals dreiseitigem Chorschluss und Westturm. Die Kirchenfenster stammen aus dem Jahre 1648. 1971/1972 wurde die Kapelle nach Entwürfen von Hubert Ohmes um einen östlichen Querriegel erweitert. In das neue Dach wurden dabei ältere Teile integriert. Über der Westfront befindet sich ein Dachreiter mit achteckiger Helmpyramide. Zur Innenausstattung kamen zur Zeit der Erweiterung einige Objekte des Hildesheimer Künstlers Paul König (1932–2015) hinzu. Das Kirchengebäude wurde aufgrund seiner geschichtlichen, künstlerischen und städtebaulichen Bedeutung als Einzeldenkmal gemäß § 3 Abs. 2 NDSchG eingestuft. Es ist das prägende Element der Denkmalgruppe Kapelle, Pfarrhaus/Schulhaus und Friedhof in Klein Giesen.